# Edgecliff Village
Edgecliff Village é uma vila localizada no estado norte-americano do Texas, no Condado de Tarrant.

## Demografia
Segundo o censo norte-americano de 2000, a sua população era de 2550 habitantes.
Em 2006, foi estimada uma população de 2525, um decréscimo de 25 (-1.0%).

## Geografia
De acordo com o United States Census Bureau tem uma área de 3,1 km², dos quais 3,1 km² cobertos por terra e 0,0 km² cobertos por água.

## Localidades na vizinhança
O diagrama seguinte representa as localidades num raio de 12 km ao redor de Edgecliff Village.